# NGC 7676
NGC 7676 é uma galáxia elíptica (E-S0) localizada na direcção da constelação de Tucana. Possui uma declinação de -59° 43' 00" e uma ascensão recta de 23 horas, 29 minutos e 01,7 segundos.
A galáxia NGC 7676 foi descoberta em 28 de Outubro de 1834 por John Herschel.